# Brøndgraverens datter (film fra 2011)
Brøndgraverens datter er en fransk film fra 2011, der bygger på Marcel Pagnols film af samme navn fra 1940. Filmen er instrueret af Daniel Auteuil.

## Handling
En dag da Patricia (Astrid Bergès-Frisbey) er på vej ud med frokost til sin far brøndgraveren Pascal (Daniel Auteuil) møder hun den flotte Jacques (Nicolas Duvauchelle). Hun er 18 år, han er 26. Hun er køn med manerer som en frøken, han er jagerpilot og en flot fyr. En nat med måneskin, mødes de for anden gang. Herefter bliver Jacques sendt til fronten og skudt ned. I mellem tiden opdager Patricia, at hun er gravid. Hans velhavende forældre beskylder hende for afpresning.

## Medvirkende
| Skuespiller            | Rolle         |
| ---------------------- | ------------- |
| Daniel Auteuil         | Brøndgraveren |
| Kad Merad              | Félipe        |
| Sabine Azéma           | Madame Mazel  |
| Jean-Pierre Darroussin | Mazel         |
| Nicolas Duvauchelle    | Jacques       |
| Astrid Berges-Frisbey  | Patricia      |
| Emilie Cazenave        | Amanda        |
| Marie-Anne Chazel      | Nathalie      |